# (3766) Junepatterson
(3766) Junepatterson est un astéroïde de la ceinture principale.

## Description
(3766) Junepatterson est un astéroïde de la ceinture principale. Il fut découvert le 16 janvier 1983 à la station Anderson Mesa par Edward L. G. Bowell. Il présente une orbite caractérisée par un demi-grand axe de 3,24 UA, une excentricité de 0,11 et une inclinaison de 1,5° par rapport à l'écliptique.

## Compléments